# Víkar

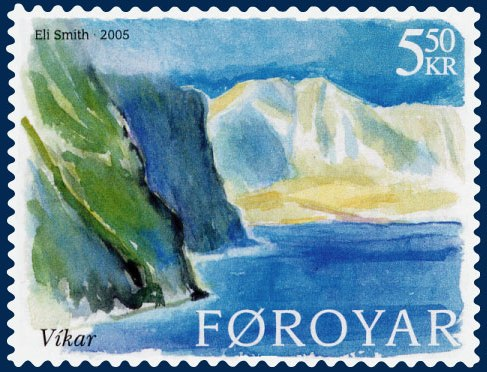
Briefmarke von Eli Smith, 2005

Víkar [ˈvʊikaɹ] ist ein verlassener Ort der Färöer an der Nordküste der Insel Vágar.
Víkar wurde 1833 gegründet und gehörte zum Dorf Gásadalur weiter im Süden. Noch heute verbindet ein Wanderweg beide Orte miteinander. Obwohl für die Landwirtschaft gut geeignet, wurde Víkar bereits 1910 wieder verlassen, da der Weg dorthin zu mühselig war. Dieses Schicksal teilte Víkar mit dem ehemaligen Nachbarort Slættanes, der im selben Zeitraum gegründet wurde. Doch genau wie in Slættanes gibt es auch hier noch einige Häuser, die von Privatleuten weiterhin als Ferienwohnungen genutzt werden.
Der Name Víkar bedeutet auf Färöisch Buchten, es ist daher gleichbedeutend mit dem Namen der Insel Vágar.